# 门孜康
门孜康（藏語：སྨན་རྩིས་ཁང་，威利转写：sman rtsis khang，THL：men tsi khang），譯為藏醫曆算學院或藏醫星算學院，位于西藏自治区拉萨市，原是一座知名的藏医院，为今西藏自治区藏医院的前身之一。现在门孜康原有的建筑为古建筑大院。

## 简介
门孜康即老藏医院，位于原来的拉萨电影院对面。藏语中，“门”表示“医”，“孜”指“曆算”，“门孜康”就是“医学曆算院”的意思。在藏医学理论中，人的身体情况与天文变化有关，藏药中药用植物的生长及药效也与季节变化有关，故过去学藏医也要同时学习天文曆算，如今藏医已不再学天文曆算。
1916年，钦绕诺布主持兴建了门孜康，主体建筑为一座东西向布局，门朝南，高二层的楼房，长66米（现存60米），宽18米。该栋楼房既是门诊楼，又是开展藏医学研究及教学的中心。楼房上层两端是正副院长的住房，院长钦绕诺布住在西端，副院长土丹勒珠住在东端，中间则是开展研究及教学的科室。楼房下层两端为“给该”（相当于今教授）的住房，中间为一宽敞的教学室。该医院共有给该五人，其中藏医藏药给该二人，天文曆算给该二人，眼科给该一人。
钦绕诺布自幼出家，在泽当阿曲林为僧。后因才华出众，被寺内的老喇嘛送到药王山学习藏医。学习期间，钦绕诺布先后拜很多著名医师为师，如十三世达賴的药师强巴土旺、措吉平措坚赞，还有有名的克旺厦坝若坝洛追医师等。钦绕诺布主要学习医学及曆算，兼学其他文化知识。年终时，钦绕诺布便当上了哲蚌寺的医生。以后，钦绕诺布兴建了门孜康，并任门孜康第一任院长。此后，他从西藏各地的寺院、士兵及农牧民中招收了许多年轻学生进行培养，先后培养了一千多名学生，为藏医学的发展贡献巨大。
解放軍入藏后，中国共产党及人民政府基於統戰少數民族的需要，對藏医药採取寬大政策，以唯物主義排除藏医中關於精神與佛教的部分，只重視對肉體的治療。1959年， 门孜康与原药王山门巴扎仓合并，建成拉萨市藏医医院。1980年，该院改为西藏自治区藏医院。在硬件方面，人民政府曾拨款23万元，改建了若干铁皮房，将门诊部移到门孜康旧楼的前面，以方便群众就医。1976年，人民政府进一步拨款121万元，兴建了新的门诊大楼。
- 大门
- 门厅
- 院内
- 院内